# Infurcitinea tauridella
Infurcitinea tauridella är en fjärilsart som beskrevs av Petersen 1968. Infurcitinea tauridella ingår i släktet Infurcitinea och familjen äkta malar. Inga underarter finns listade i Catalogue of Life.